# Александар Лукић (фудбалер)
Александар Лукић (Београд, 27. фебруара 2002) српски је фудбалер који тренутно наступа за Вождовац.

## Каријера
Лукић је у млађе селекције Црвене звезде прешао лета 2017. из редова Чукаричког. По окончању такмичарске 2018/19. са својом екипом освојио је титулу шампиона државе у кадетском узрасту. Недуго затим, потписао је професионални уговор са клубом. Исте године је прикључен омладинској екипи, а затим и првом тиму пред сусрет шеснаестине финала Купа Србије са Трепчом из Косовске Митровице. Тада је остао на клупи за резервне фудбалере, а до краја сезоне наступао је за омладински састав. Како су услед пандемије вируса корона такмичења млађих категорија обустављена, Омладинска лига Србије закључена је у мају 2020. а Црвена звезда је завршила сезону на 1. месту. Лукић је заједно са неколицином саиграча поново прикључен раду са првим тимом код тренера Дејана Станковића. Током лета те године прослеђен је Графичару, где је током првог дела такмичарске 2020/21. био један од 13 играча под уговором са Црвеном звездом. У Првој лиги Србије није био стандардан, док је у Купу Србије био стрелац у шеснаестини финала против екипе Вождовца. Наступао је и за омладинску селекцију тог клуба, а у другом делу сезоне вратио се међу омладинце Црвене звезде. Са омладинским саставом одбранио је титулу шампиона два кола пре краја такмичарске 2020/21. За наредну сезону уступљен је ИМТ-у. Средином маја 2022. Лукић је продужио уговор са клубом за наредне две године. У јуну наредне године прешао је у Вождовац као слободан играч, уз клаузулу о праву прече куповине.

## Репрезентација
Лукић је био позиван на селективна окупљања под патронатом Фудбалског савеза Србије. У новембру 2018. добио је позив Милана Куљића за двомеч кадетске репрезентације са одговарајућом селекцијом Румуније. Касније је био у саставу и за квалификационе утакмице ка Европском првенству. У септембру 2019. позван је у млађу омладинску репрезентацију за двомеч у Италији против домаће селекције. Током 2020. и 2021. године добијао је позиве у омладинску селекцију, за коју је дебитовао у двомечу са вршњацима из Босне и Херцеговине. У септембру 2022. је добио позив Горана Стевановића у младу репрезентацију.

## Статистика

### Клупска
Ажурирано 16. септембра 2023.
|                      |          |                  |    |   |   |   |   |   |    |   |    |   |  |  |
| Црвена звезда        | 2019/20. | Суперлига Србије | 0  | 0 | 0 | 0 | 0 | 0 | —  | — | 0  | 0 |  |  |
| Црвена звезда        | 2020/21. | Суперлига Србије | 0  | 0 | 0 | 0 | 0 | 0 | —  | — | 0  | 0 |  |  |
| Црвена звезда        | Укупно   | Укупно           | 0  | 0 | 0 | 0 | 0 | 0 | —  | — | 0  | 0 |  |  |
|                      |          |                  |    |   |   |   |   |   |    |   |    |   |  |  |
| Графичар (позајмица) | 2020/21. | Прва лига Србије | 4  | 0 | 1 | 1 | — | — | —  | — | 5  | 1 |  |  |
|                      |          |                  |    |   |   |   |   |   |    |   |    |   |  |  |
| ИМТ (позајмица)      | 2021/22. | Прва лига Србије | 24 | 0 | 0 | 0 | — | — | 2  | 0 | 26 | 0 |  |  |
| ИМТ (позајмица)      | 2022/23. | Прва лига Србије | 19 | 1 | 1 | 0 | — | — | —  | — | 20 | 1 |  |  |
| ИМТ (позајмица)      | Укупно   | Укупно           | 43 | 1 | 1 | 0 | — | — | 2  | 0 | 46 | 1 |  |  |
|                      |          |                  |    |   |   |   |   |   |    |   |    |   |  |  |
| Вождовац             | 2023/24. | Суперлига Србије | 3  | 0 | 0 | 0 | — | — | —  | — | 3  | 0 |  |  |
|                      |          |                  |    |   |   |   |   |   |    |   |    |   |  |  |
| Каријера             | 50       | 1                | 2  | 1 | 0 | 0 | 2 | 0 | 54 | 2 |    |   |  |  |
|                      |          |                  |    |   |   |   |   |   |    |   |    |   |  |  |

### Утакмице у дресу репрезентације
| Репрезентација Србије у узрасту до 17 година старости | Репрезентација Србије у узрасту до 17 година старости | Репрезентација Србије у узрасту до 17 година старости | Репрезентација Србије у узрасту до 17 година старости | Репрезентација Србије у узрасту до 17 година старости | Репрезентација Србије у узрасту до 17 година старости | Репрезентација Србије у узрасту до 17 година старости | Репрезентација Србије у узрасту до 17 година старости | Репрезентација Србије у узрасту до 17 година старости | Репрезентација Србије у узрасту до 17 година старости |
| #                                                     | Датум                                                 | Такмичење                                             | Локација                                              | Домаћин                                               | Резултат                                              | Гост                                                  | Гол                                                   | Реф.                                                  |                                                       |
| ----------------------------------------------------- | ----------------------------------------------------- | ----------------------------------------------------- | ----------------------------------------------------- | ----------------------------------------------------- | ----------------------------------------------------- | ----------------------------------------------------- | ----------------------------------------------------- | ----------------------------------------------------- | ----------------------------------------------------- |
| 1.                                                    | 27. новембар 2018.                                    | Пријатељска утакмица                                  | Крајова, Румунија                                     | Румунија                                              | 0 : 1                                                 | Србија                                                |                                                       | [ 40 ]                                                |                                                       |
| 2.                                                    | 29. новембар 2018.                                    | Пријатељска утакмица                                  | Крајова, Румунија                                     | Румунија                                              | 1 : 2                                                 | Србија                                                |                                                       | [ 41 ]                                                |                                                       |
| 3.                                                    | 5. март 2019.                                         | Пријатељска утакмица                                  | Кућа фудбала, Стара Пазова                            | Србија                                                | 3 : 0                                                 | Босна и Херцеговина                                   |                                                       | [ 42 ]                                                |                                                       |
| 4.                                                    | 7. март 2019.                                         | Пријатељска утакмица                                  | Кућа фудбала, Стара Пазова                            | Србија                                                | 2 : 2                                                 | Босна и Херцеговина                                   |                                                       | [ 43 ]                                                |                                                       |
| 5.                                                    | 26. март 2019.                                        | Квалификације за европско првенство                   | Кућа фудбала, Стара Пазова                            | Словачка                                              | 1 : 3                                                 | Србија                                                |                                                       | [ 44 ]                                                |                                                       |
| 6.                                                    | 29. март 2019.                                        | Квалификације за европско првенство                   | Кућа фудбала, Стара Пазова                            | Француска                                             | 1 : 0                                                 | Србија                                                |                                                       | [ 45 ]                                                |                                                       |
| 6                                                     | Укупан број утакмица и постигнутих погодака           | Укупан број утакмица и постигнутих погодака           | Укупан број утакмица и постигнутих погодака           | Укупан број утакмица и постигнутих погодака           | Укупан број утакмица и постигнутих погодака           | Укупан број утакмица и постигнутих погодака           | Укупан број утакмица и постигнутих погодака           |                                                       | [ 1 ]                                                 |

| Репрезентација Србије у узрасту до 18 година старости | Репрезентација Србије у узрасту до 18 година старости | Репрезентација Србије у узрасту до 18 година старости | Репрезентација Србије у узрасту до 18 година старости | Репрезентација Србије у узрасту до 18 година старости | Репрезентација Србије у узрасту до 18 година старости | Репрезентација Србије у узрасту до 18 година старости | Репрезентација Србије у узрасту до 18 година старости | Репрезентација Србије у узрасту до 18 година старости | Репрезентација Србије у узрасту до 18 година старости |
| #                                                     | Датум                                                 | Такмичење                                             | Локација                                              | Домаћин                                               | Резултат                                              | Гост                                                  | Гол                                                   | Реф.                                                  |                                                       |
| ----------------------------------------------------- | ----------------------------------------------------- | ----------------------------------------------------- | ----------------------------------------------------- | ----------------------------------------------------- | ----------------------------------------------------- | ----------------------------------------------------- | ----------------------------------------------------- | ----------------------------------------------------- | ----------------------------------------------------- |
| 1.                                                    | 9. септембар 2019.                                    | Пријатељска утакмица                                  | Стадион Три фонтане, Рим                              | Италија                                               | 0 : 0                                                 | Србија                                                | [ 46 ]                                                |                                                       |                                                       |
| 1                                                     | Укупан број утакмица и постигнутих погодака           | Укупан број утакмица и постигнутих погодака           | Укупан број утакмица и постигнутих погодака           | Укупан број утакмица и постигнутих погодака           | Укупан број утакмица и постигнутих погодака           | Укупан број утакмица и постигнутих погодака           | 0                                                     | [ 1 ]                                                 |                                                       |

| Репрезентација Србије у узрасту до 19 година старости | Репрезентација Србије у узрасту до 19 година старости | Репрезентација Србије у узрасту до 19 година старости | Репрезентација Србије у узрасту до 19 година старости | Репрезентација Србије у узрасту до 19 година старости | Репрезентација Србије у узрасту до 19 година старости | Репрезентација Србије у узрасту до 19 година старости | Репрезентација Србије у узрасту до 19 година старости | Репрезентација Србије у узрасту до 19 година старости | Репрезентација Србије у узрасту до 19 година старости |
| #                                                     | Датум                                                 | Такмичење                                             | Локација                                              | Домаћин                                               | Резултат                                              | Гост                                                  | Гол                                                   | Реф.                                                  |                                                       |
| ----------------------------------------------------- | ----------------------------------------------------- | ----------------------------------------------------- | ----------------------------------------------------- | ----------------------------------------------------- | ----------------------------------------------------- | ----------------------------------------------------- | ----------------------------------------------------- | ----------------------------------------------------- | ----------------------------------------------------- |
| 1.                                                    | 23. фебруар 2021.                                     | Пријатељска утакмица                                  | Кућа фудбала, Стара Пазова                            | Србија                                                | 1 : 0                                                 | Босна и Херцеговина                                   |                                                       | [ 47 ]                                                |                                                       |
| 2.                                                    | 25. фебруар 2021.                                     | Пријатељска утакмица                                  | Кућа фудбала, Стара Пазова                            | Србија                                                | 2 : 1                                                 | Босна и Херцеговина                                   |                                                       | [ 48 ]                                                |                                                       |
| 2                                                     | Укупан број утакмица и постигнутих погодака           | Укупан број утакмица и постигнутих погодака           | Укупан број утакмица и постигнутих погодака           | Укупан број утакмица и постигнутих погодака           | Укупан број утакмица и постигнутих погодака           | Укупан број утакмица и постигнутих погодака           | 0                                                     | [ 1 ]                                                 |                                                       |